# Rádio Deus É Amor
Rádio Deus É Amor é uma rede de rádio brasileira pertencente à Igreja Pentecostal Deus É Amor. É transmitida para diversas emissoras do Brasil, inserida na grade de programação, por meio de aluguel de horários, ou por arrendamentos de emissoras. Existe desde 1962, ano da fundação da Igreja.
A emissora é a única no Brasil a transmitir seu conteúdo em inglês e espanhol, por intérpretes que traduzem simultaneamente os cultos ao vivo.

## História
A rede de rádio originou-se do programa radiofônico A Voz da Libertação, apresentado pelo pastor David Martins Miranda a partir de 1962, ano em que fundou a IPDA. O programa consiste na transmissão de mensagens bíblicas, relatos de milagres e divulgação de cultos.
O auge do programa ocorreu na década de 1970, quando passou a ser transmitido em diversas rádios do país ocupando a faixa da manhã. Em 1983, adquiriu suas primeiras emissoras de rádio no Paraná (Rádio Universo de Curitiba, hoje Super Rádio Deus É Amor) e no Rio Grande do Sul (Rádio Itaí). Em 1984, a rede já era composta por 16 emissoras. Na década de 1990, a rede se expandiu com o arrendamento integral de diversas estações pelo país.